# لانگناوباخ
لانگناوباخ (به آلمانی: Langenaubach) یک منطقهٔ مسکونی در آلمان است که در هایگر واقع شده‌است. لانگناوباخ ۱٬۶۴۱ نفر جمعیت دارد.